# Championnats du monde de VTT 1992
Navigation
Barga 1991 Métabief 1993
Les championnats du monde de VTT 1992 se sont déroulés à Bromont au Canada du 16 au 17 septembre 1992.

## Médaillés

### Cross-country
| Épreuves         | Or                         | Argent                           | Bronze                       |
| ---------------- | -------------------------- | -------------------------------- | ---------------------------- |
| Hommes           | Henrik Djernis Danemark    | Thomas Frischknecht Suisse       | David Baker Royaume-Uni      |
| Femmes           | Silvia Fürst Suisse        | Alison Sydor Canada              | Ruthie Matthes États-Unis    |
| Hommes, juniors  | Jeff Osguthorpe États-Unis | Vojtěch Bachleda Tchécoslovaquie | Michael Rasmussen Danemark   |
| Femmes, juniors  | Rita Bürgi Suisse          | Karin Romer Allemagne            | Paola Zucchinali Italie      |
| Hommes, vétérans | Zbigniew Krasniak France   | Alain Daniel France              | Rudy De Bie Belgique         |
| Femmes, vétérans | Carol Waters États-Unis    | Jacquie Phelan États-Unis        | Kathy Lynch Nouvelle-Zélande |

### Descente
| Épreuves         | Or                       | Argent                   | Bronze                       |
| ---------------- | ------------------------ | ------------------------ | ---------------------------- |
| Hommes           | Dave Cullinan États-Unis | Jimmy Deaton États-Unis  | Christian Taillefer France   |
| Femmes           | Juli Furtado États-Unis  | Kim Sonier États-Unis    | Cindy Devine Canada          |
| Hommes, juniors  | Nicolas Vouilloz France  | Tomas Misser Espagne     | Thomas Damiani Italie        |
| Femmes, juniors  | Laëtitia Holweck France  | Rita Bürgi Suisse        | Malin Lindgren Suède         |
| Hommes, vétérans | Roland Champion Suisse   | George Edwards France    | Ilario Bianchi Italie        |
| Femmes, vétérans | Libera Pincin Italie     | Kathy Sessler États-Unis | Kathy Lynch Nouvelle-Zélande |

## Tableau des médailles
| Rang  | Nation           | Or | Argent | Bronze | Total |
| ----- | ---------------- | -- | ------ | ------ | ----- |
| 1.    | États-Unis       | 4  | 4      | 1      | 9     |
| 2.    | France           | 3  | 2      | 1      | 6     |
| 3.    | Suisse           | 3  | 2      | 0      | 5     |
| 4.    | Espagne          | 2  | 3      | 2      | 7     |
| 5.    | Italie           | 1  | 0      | 3      | 4     |
| 6.    | Danemark         | 1  | 0      | 1      | 2     |
| 7.    | Canada           | 0  | 0      | 1      | 1     |
| 8.    | Allemagne        | 0  | 0      | 1      | 1     |
| 8.    | Tchécoslovaquie  | 0  | 0      | 1      | 1     |
| 10.   | Nouvelle-Zélande | 0  | 0      | 2      | 2     |
| 11.   | Belgique         | 0  | 0      | 1      | 1     |
| 11.   | Grande-Bretagne  | 0  | 0      | 1      | 1     |
| 11.   | Suède            | 0  | 0      | 1      | 1     |
| Total | Total            | 14 | 14     | 14     | 42    |